# Pierrefiques
Pierrefiques é uma comuna francesa na região administrativa da Normandia, no departamento de Sena Marítimo. Estende-se por uma área de 2,31 km². Em 2010 a comuna tinha 141 habitantes (densidade: 61 hab./km²).